# Oxford Circus

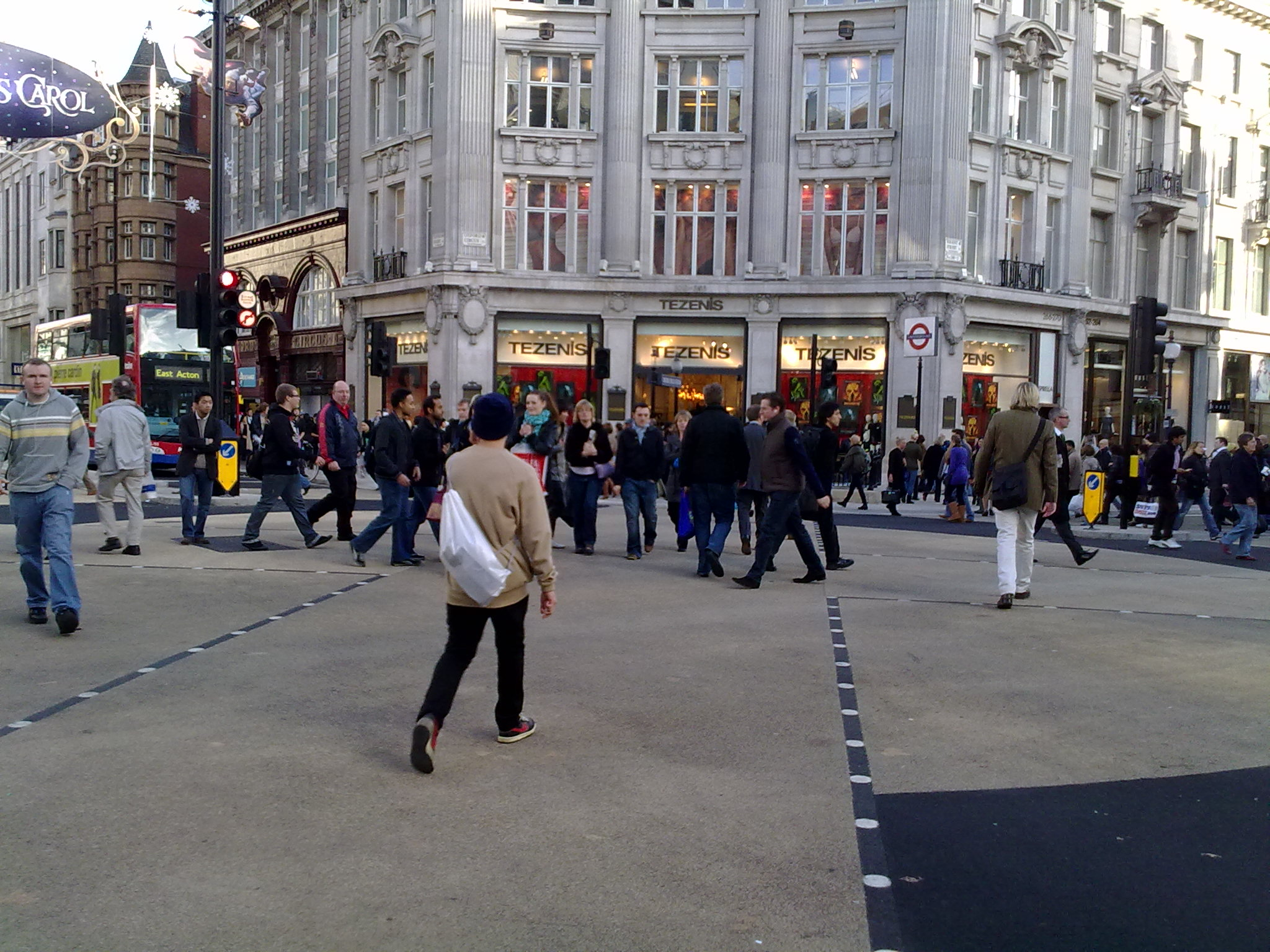

Oxford Circus är en mycket trafikerad korsning i London där gatorna Regent Street och Oxford Street möts. Alldeles i närheten ligger Oxford Circus tunnelbanestation som är en stor knutpunkt för Bakerloo line, Central line och Victoria line. Platsen har en historia som går tillbaks till början av 1800-talet, då John Nash gjorde de första ritningarna. 

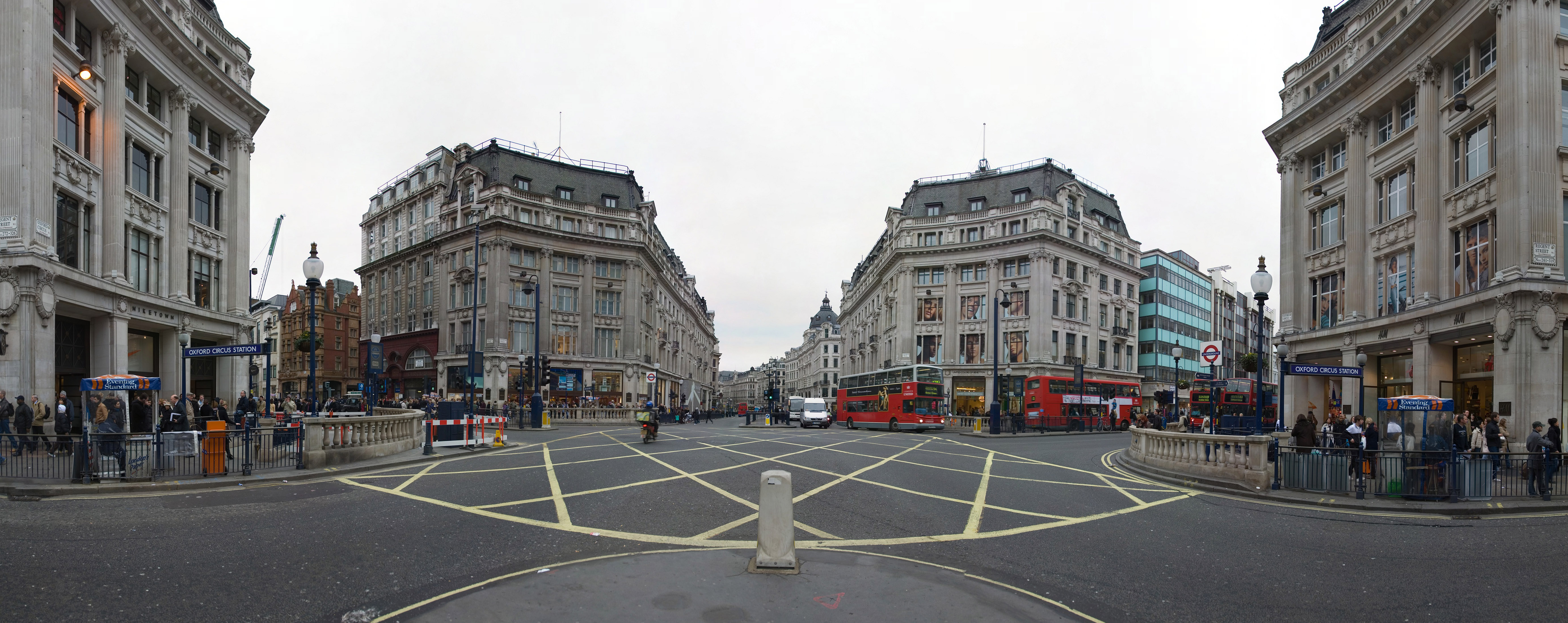
En 180 grader panoramavy över Oxford Circus, med utsikt söderut från Regent Street.

## Större butiker
- Nike Town
- H&M
- Topshop
- United Colors of Benetton
- Shellys